# Elitserien 1980/1981
Sezóna 1980/1981 byla 6. sezonou Švédské ligy ledního hokeje. Mistrem se stal tým Färjestads BK. Poslední tým sestoupil a předposlední hrál baráž o udržení proti nejlepším celkům druhé ligy.
| Vysvětlivky                              |
| ---------------------------------------- |
| Tým nepostupující do semifinále play off |
| Tým hrající Kvalserien (baráž)           |
| Sestupující tým                          |

## Základní část
| Poř. | Tým                | Z  | V  | R | P  | Skóre     | B  |
| ---- | ------------------ | -- | -- | - | -- | --------- | -- |
| 1    | Skellefteå AIK     | 36 | 22 | 5 | 9  | 166 - 128 | 49 |
| 2    | AIK                | 36 | 21 | 7 | 8  | 156 - 119 | 49 |
| 3    | Färjestads BK      | 36 | 17 | 6 | 13 | 155 - 120 | 40 |
| 4    | Västra Frölunda IF | 36 | 18 | 4 | 14 | 149 - 146 | 40 |
| 5    | IF Björklöven      | 36 | 17 | 5 | 14 | 139 - 123 | 39 |
| 6    | Djurgårdens IF     | 36 | 15 | 2 | 19 | 141 - 142 | 32 |
| 7    | Brynäs IF          | 36 | 13 | 6 | 17 | 130 - 146 | 32 |
| 8    | MoDo AIK           | 36 | 12 | 3 | 21 | 137 - 163 | 27 |
| 9    | Leksands IF        | 36 | 10 | 7 | 19 | 124 - 160 | 27 |
| 10   | Södertälje SK      | 36 | 10 | 5 | 21 | 132 - 189 | 25 |

## Play off

### Semifinále
- Skellefteå AIK - Färjestads BK 1:2 (6:2, 0:3, 1:6)
- AIK - Västra Frölunda IF 2:0 (6:3, 5:1)

### Finále
- AIK - Färjestads BK 1:3 (2:1 P, 0:5, 3:5, 1:5)